# Pitcairnia glaziovii
Pitcairnia glaziovii är en gräsväxtart som beskrevs av John Gilbert Baker. Pitcairnia glaziovii ingår i släktet Pitcairnia och familjen Bromeliaceae. Inga underarter finns listade i Catalogue of Life.